# Asalto a West Point: El consejo de guerra a Johnson Whittaker
Asalto a West Point: El consejo de guerra a Johnson Whittaker (título original: Assault at West Point: The Court-Martial of Johnson Whittaker)  es un docudrama de 1994 basado en hechos reales sobre Johnson Chesnut Whittaker, uno de los primeros cadetes negros de West Point, y sobre el juicio que siguió a una agresión que él sufrió en 1880 a manos de cadetes racistas. Esos hechos no fueron reconocidos por un jurado hasta pasados casi más de cien años desde que se produjeron los hechos.
El protagonista principal es Samuel L. Jackson, quien retrata a un abogado que defiende Whittaker.

## Argumento
La película empieza con un reportero que a principios del siglo XX visita a Johnson Whittaker, que está siendo hostigado por racistas y quiere hablar con él sobre el tiempo que pasó en West Point. Whitaker accede a ello y cuenta cómo entonces él, un cadete negro en West Point, fue atacado por tres cadetes del lugar. Como resultado de lo ocurrido, la administración de la escuela sometió a Whitaker a un consejo de guerra, convencido de que había orquestado su propia agresión para evitar un examen de filosofía.
La agresión cometida por los cadetes fue tratada en la prensa y recibió mucha atención de la opinión pública. Richard Greener, un alumno de la Universidad de Harvard, defendió a Whittaker en el juicio. Como él también era afroamericano, también sufrió personalmente el racismo y estuvo por ello decidido a defender a Whitaker por todos los medios disponibles. Su socio Daniel Chamberlain no compartió su determinación, y al contrario que él persiguió sólo la fama con el caso.
Cuando comenzó el juicio, ambos abogados estaban en conflicto el uno con el otro. Además el fiscal mayor Asa Bird Gardner no consiguió acabar con Whitaker en el estrado cuando fue llamado a declarar en él, y las pruebas de la acusación tampoco tenían credibilidad. Aun así en el veredicto los jueces lo declararon culpable bajo la ausencia de uno de ellos, que reconocía el racismo imperante en el lugar, que llevó a esa injusta condena.
La película concluye con Whittaker habiendo acabado su entrevista con el reportero. Whittaker le dice después, que se convirtió luego en director de escuela, mientras que Greener se retiró. También le cuenta que Chamberlain, a quien Greener catalogó como un racista encubierto después del juicio por no haberlo defendido hasta el final, defendió más tarde abiertamente el racismo e incluso el linchamiento como un acto justificable.
La película termina con el reportero telefoneando al periódico para informar que tiene una noticia y con la expresión de la preocupación de Whitaker sobre el racismo, que en ese momento tiene tanto arraigo en el país, que continúa acechándole en el presente y que, en su opinión, es más preocupante que lo ocurrido entonces.

## Reparto
- Samuel L. Jackson -  Richard Greener
- Sam Waterston – Daniel Chamberlain
- Mason Adams – Henry D. Hyde
- Val Avery – Gen. William T. Sherman
- Eddie Bracken – Mayor Charles T. Alexander
- Seth Gilliam – Johnson Whittaker
- Al Freeman, Jr. – Johnson Whittaker (envejecido)
- John Glover – Mayor. Asa Pájaro Gardiner

## Recepción
La película, que tuvo un presupuesto holgado, acabó siendo, según ABC, un film bienintencionado destinado al consumo televisivo, que retrata en el caso real retratado la lucha por los derechos civiles de los afroamericanos en los Estados Unidos.